# Saint-Lys
Saint-Lys (okcitansko Sent Lis) je naselje in občina v južnem francoskem departmaju Haute-Garonne regije Jug-Pireneji. Leta 2008 je naselje imelo 8.256 prebivalcev.

## Geografija
Naselje leži v pokrajini Savès ob reki ArizAiguebelle, 25 km jugozahodno od Toulousa.

## Uprava
Saint-Lys je sedež istoimenskega kantona, v katerega so poleg njegove vključene še občine Bonrepos-sur-Aussonnelle, Bragayrac, Cambernard, Empeaux, Fonsorbes, Fontenilles, Lamasquère, Saiguède, Sainte-Foy-de-Peyrolières in Saint-Thomas s 27.406 prebivalci.
Kanton Saint-Lys je sestavni del okrožja Muret.